# Diversidade funcional
Diversidade funcional é um termo alternativo ao de deficiência que tem começado a se utilizar por iniciativa das próprias pessoas com diversidade funcional (deficiência). Pretende substituir a outros cuja semântica pode considerarse pejorativa, como "deficiência". Trata-se de uma mudança para uma terminologia não negativa sobre a diversidade funcional. O termo foi proposto no Fórum de Vida Independente, em janeiro de 2005.
A diversidade funcional poderia entender-se também como um fenómeno, facto ou característica presente na sociedade que, por definição, afetaria a todos seus membros por igual, como durante a infância e a velhice, onde todas as pessoas são dependentes. Dado que na sociedade existem pessoas com capacidades diferentes entre si, inclusive grandes variações destas num mesmo indivíduo ao longo de sua vida, é possível afirmar que, num momento dado, na sociedade há diversidade funcional do mesmo modo que se observa diversidade cultural, sexual ou generacional.